# Abderrahmane Meftah
Abderrahmane Meftah dit Dahmane Meftah, surnommé Tête d'or, né le 16 juillet 1927 à Blida, est un footballeur algérien. Il évoluait au poste d'attaquant.

## Biographie

Équipe du Football Club Blida vainqueur de Coupe Forconi de football 1951-1952

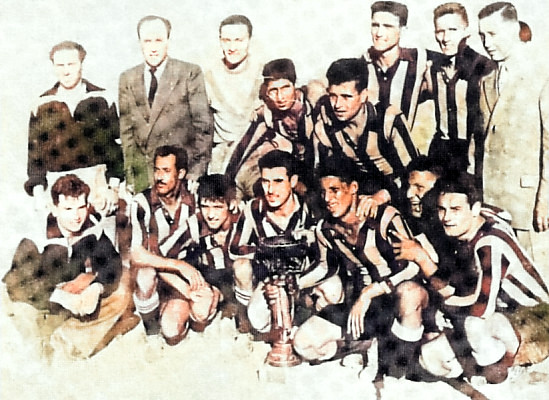
FC Blidéen (Alger) vainqueur de la Coupe d'Afrique du Nord (1951-1952).

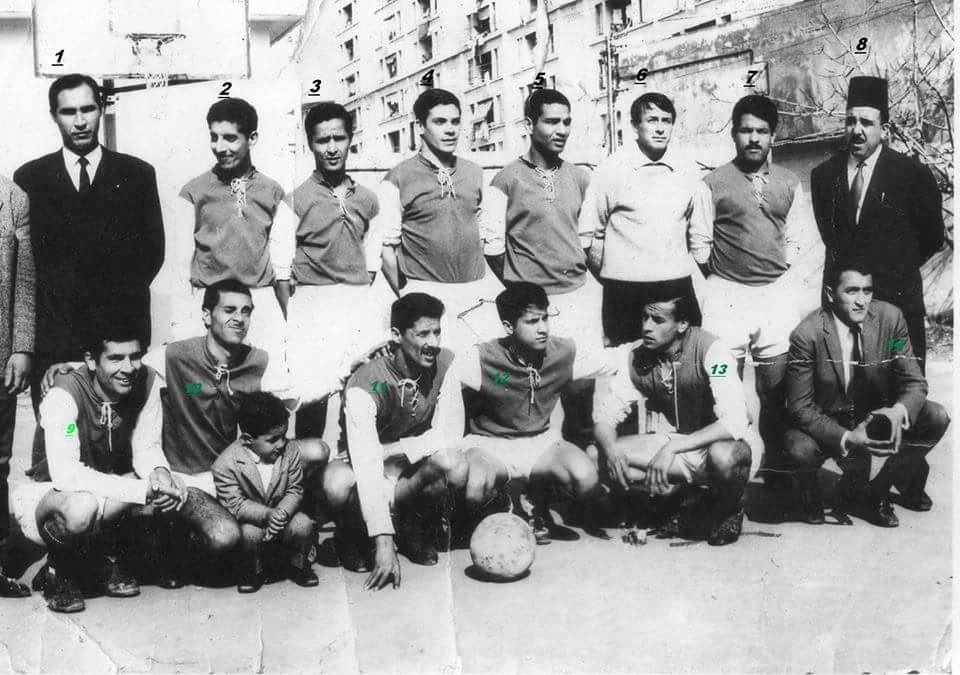
Équipe de l'USMB lors de la saison 1963-1964
11- Abderrahmane Meftah

## Palmarès

### En club
FC Blida
- Division d'Honneur de la Ligue d'Alger (1) :
  - Champion : 1952-53.

- Coupe Forconi de football (2) :
  - Vainqueur : 1951-52 et 1953-54

- Coupe d'Afrique du Nord de football (1) :
  - Vainqueur : 1951-52.

- Championnat d'Afrique du Nord de football :
  - Finaliste : 1952-53.

 Toulouse FC
- Division Nationale :
  - Vice-champion : 1954-55.

 SC Toulon
- Coupe Charles Drago :
  - Finaliste : 1960.

### Distinctions individuelles
- Meilleur buteur de la Division d'Honneur de la Ligue d'Alger 1949-50 avec (18 buts)[3]
- Meilleur buteur de la Division d'Honneur de la Ligue d'Alger 1951-52 avec (25 buts)[3]
- Co-meilleur buteur du Championnat de France de D2 1958-59 avec (28 buts).
- Co-meilleur buteur de l'histoire du SC Toulon avec 80 buts.

## Statistiques
| Saison                | Club                  | Championnat             | Championnat | Championnat | Coupe(s) nationale(s) | Coupe(s) nationale(s) | Compétition(s) continentale(s) | Compétition(s) continentale(s) | Compétition(s) continentale(s) | Total | Total |
| Saison                | Club                  | Division                | M.          | B.          | M.                    | B.                    | Comp.                          | M.                             | B.                             | M.    | B.    |
| 1949-1950             | FC Blida              | Division d'Honneur      | 22          | 18          | 5                     | 3                     | C2                             | 1                              | 1                              | 28    | 22    |
| 1950-1951             | FC Blida              | Division d'Honneur      | 22          | 9           | 4                     | 4                     | -                              | -                              | -                              | 26    | 13    |
| 1951-1952             | FC Blida              | Division d'Honneur      | 22          | 25          | 5                     | 1                     | C2                             | 5                              | 4                              | 32    | 30    |
| 1952-1953             | FC Blida              | Division d'Honneur      | 17          | 16          | 2                     | 3                     | C1+C2                          | 2+4                            | 6+5                            | 25    | 30    |
| 1953-1954             | FC Blida              | Division d'Honneur      | 21          | 20          | 5                     | 5                     | -                              | -                              | -                              | 26    | 25    |
| 1954-1955             | Toulouse FC           | Division Nationale      | 12          | 7           | 1                     | 0                     | -                              | -                              | -                              | 13    | 7     |
| 1955-1956             | FC Sète               | Division Interrégionale | 29          | 10          | 1                     | 0                     | -                              | -                              | -                              | 30    | 10    |
| 1956-1957             | SC Toulon             | Division Interrégionale | 26          | 17          | 1                     | 0                     | -                              | -                              | -                              | 27    | 17    |
| 1957-1958             | SC Toulon             | Division Interrégionale | 40          | 12          | 6                     | 4                     | -                              | -                              | -                              | 46    | 16    |
| 1958-1959             | SC Toulon             | Division Interrégionale | 37          | 28          | 3                     | 4                     | -                              | -                              | -                              | 40    | 32    |
| 1959-1960             | SC Toulon             | Division Nationale      | 28          | 10          | 4                     | 5                     | -                              | -                              | -                              | 32    | 15    |
| Total sur la carrière | Total sur la carrière | Total sur la carrière   | 276         | 172         | 37                    | 29                    | -                              | 12                             | 16                             | 325   | 217   |